# Onitis laticollis
Onitis laticollis är en skalbaggsart som beskrevs av Lansberge 1875. Onitis laticollis ingår i släktet Onitis och familjen bladhorningar. Inga underarter finns listade i Catalogue of Life.